# 19438 Khaki
19438 Khaki è un asteroide della fascia principale. Scoperto nel 1998, presenta un'orbita caratterizzata da un semiasse maggiore pari a 2,2987089 UA e da un'eccentricità di 0,0579689, inclinata di 4,78810° rispetto all'eclittica.